# Грубешівський повіт
Грубешівський повіт (пол. powiat hrubieszowski) — повіт Люблінського воєводства Польщі. В нинішніх межах повіт існує після 1 січня 1999 року внаслідок адміністративної реформи.

## Загальні дані
Повіт знаходиться у південно-східній частині воєводства.
Адміністративний центр — місто Грубешів.
Станом на 1.01.2008 населення становить 67 861 осіб, площа 1268,02 км².

## Адміністративний поділ
- місто: Грубешів
- міська гміна: Грубешів
- сільські гміни: гміна Долгобичів, гміна Городло, гміна Грубешів, гміна Мірче, гміна Тріщани, гміна Ухані, гміна Вербковичі

## Демографія
Демографічні дані повіту станом на 30.06.2005:
|       | Всього | Всього | Жінки  | Жінки | Чоловіки | Чоловіки |
| ----- | ------ | ------ | ------ | ----- | -------- | -------- |
|       | осіб   | %      | осіб   | %     | осіб     | %        |
| Повіт | 69 240 | 100    | 35 215 | 50,9  | 34 025   | 49,1     |
| Міста | 18 668 | 100    | 9775   | 52,4  | 8893     | 47,6     |
| Села  | 50 572 | 100    | 25 440 | 50,3  | 25 132   | 49,7     |

## Історія

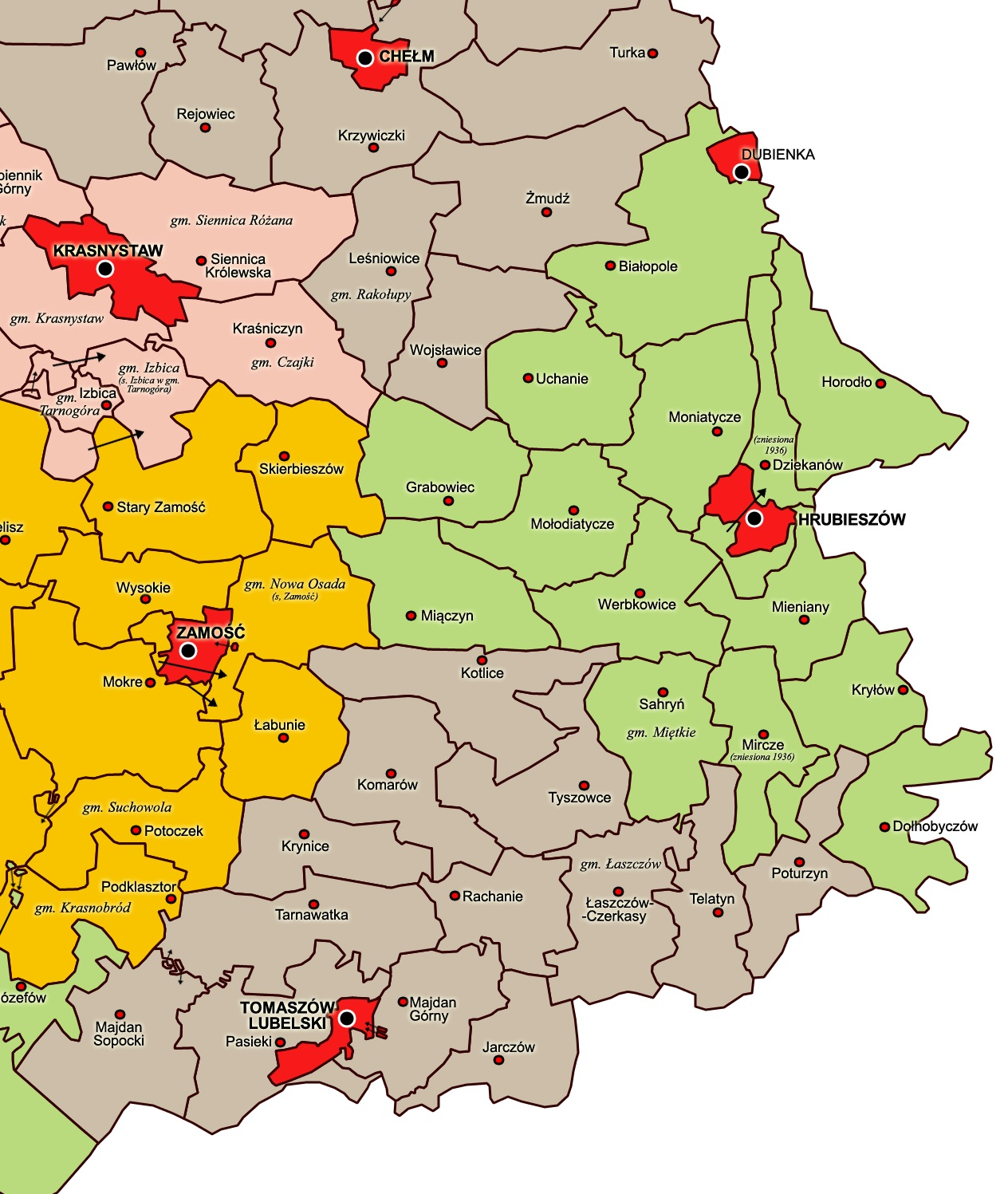
Грубешівський і Томашівский повіти станом на 1933 рік

У складі Речі Посполитої утворений у 1429 році.
Новопосталою польською владою у листопаді 1918 р. окупований Грубешівський повіт Холмської губернії. 14 серпня 1919 року включений до новоутвореного Люблінського воєводства.
За офіційним переписом населення Польщі 10 вересня 1921 року населення повіту становило 103 841 особа (50 064 чоловіків та 53 777 жінок), налічувалося 14 994 будинків. Розподіл за релігією: 50 735 римо-католиків (48,86 %), 38 468 православних (37,05 %), 13 967 юдеїв (13,45 %), 394 греко-католиків (0,38 %), 273 євангельських християн (0,26 %), 3 християн інших конфесій (%), 1 нерелігійний. Розподіл за національністю: 76 825 поляків (73,98 %), 15 852 українців (15,27 %), 10 835 євреїв (10,43 %), 329 осіб інших національностей (0,32 %).
1 квітня 1929 р. село Високе з ґміни Грабовець Грубешівського повіту передане до ґміни Скербешів Замойського повіту.
Розпорядженням Ради Міністрів 27 червня 1930 р. територію міста Грубешів було розширено шляхом приєднання вилучених із ґміни Дяконів села Побережани, колоній Побережани Приватні, Маківщина, Михайлівка, Тересівка, Війтисіво, Славетин, Млин Паровий, Некучне і фільварку Антонівка.
1 жовтня 1931 р. колонія Борсук передана з ґміни Телятин Томашівського повіту до ґміни Мірче Грубешівського повіту.
1 квітня 1936 р. ґміна Мірче приєднана до ґміни Ментке, а ґміна Дяконів ліквідована з передачею громад Білошкіри, Деканів, Морочин, Шпиколоси, Свірщів і Тептюків до ґміни Монятичі та громад Бродниця, Черничин і Волиця — до ґміни Мєняни.
Під час Другої світової війни польські шовіністи здійснювали численні напади на українське населення. Лише в першій половині 1944 року польські банди спалили 52 українські села.
У серпні 1944 року мешканці 34 сіл Грубешівського повіту безуспішно зверталися до голови уряду УРСР Микити Хрущова з проханням включити їхні села до складу УРСР, звернення підписало 5157 осіб. Відповідно до договору про радянсько-польський кордон 1945 року, Грубешівський повіт, як і вся Холмщина, увійшов до складу Польщі. 9 вересня 1944 року в Любліні за вказівкою верховної радянської влади було укладено угоду між Польським комітет національного визволення та урядом УРСР, що передбачала польсько-український обмін населенням. За радянськими оцінками у 1944—1946 роках, у повіті налічувалося від 40 тис. до 76 тис. українців, які підлягали переселенню до УРСР. З 15 жовтня 1944 по серпень 1946 року в Україну з Грубешівського повіту було депортовано 68 658 осіб (з 69 937 взятих на облік до виселення).
Втім, як пізніше з'ясувалося деяким українцям вдалося уникнути переселення, тому в 1947 році польська комуністична влада почала готувати вже нову депортацію, відому як операція «Вісла». За польськими підрахунками станом на 1 серпня 1947 року в повіті налічувалося 6580 українців (2065 родин), які підлягали виселенню в північно-західні воєводства. З 16 червня до 15 липня 1947 року під час операції «Вісла» польська армія виселила з Грубешівського повіту на приєднані до Польщі північно-західні терени 7635 українців. Ще 580 невиселених українців підлягали виселенню.
Після угоди з СРСР 15 лютого 1951 року про обмін ділянками територій частина повіту перейшла до Сокальського району Львівської області УРСР.